# Olinde Rodrigues

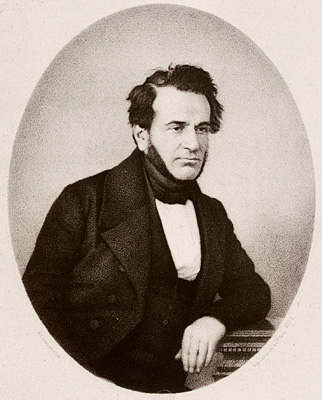
Olinde Rodrigues

Benjamin Olinde Rodrigues (* 6. Oktober 1795 in Bordeaux; † 17. Dezember 1851 in Paris) war ein französischer Mathematiker, Bankier und Sozialreformer.

## Leben
Rodrigues’ Vater war ein jüdischer Buchhalter, Bankier und Aktienhändler, dessen Familie wahrscheinlich aus Portugal stammte. Olinde wurde als ältestes von acht Kindern in Bordeaux geboren, zog aber bald mit der Familie nach Paris. Dort besuchte er das Lycée Louis-le-Grand und studierte dann, nachdem er Erster (vor seinem fast zwei Jahre älteren Klassenkameraden Michel Chasles) in den Aufnahmeprüfungen für die Eliteschulen École polytechnique und École normale supérieure wurde, an der neu gegründeten Universität Paris. Möglicherweise waren damals Juden schon nicht mehr an den beiden französischen Eliteschulen zugelassen. 1816 wurde er dort in Mathematik promoviert. Danach wurde er Bankier und brachte es zu Reichtum, unter anderem mit Finanzierungen zum französischen Eisenbahnsystem. Teilweise war das darin begründet, dass er mit der einsetzenden Reaktion als Jude keine Chance auf einen Mathematiklehrstuhl hatte. Rodrigues war aktiv in der sozialistischen Bewegung und unterstützte beispielsweise Henri de Saint-Simon, dem er 1823 nach einem Suizidversuch wieder auf die Beine half und den er finanziell unterstützte, und wurde nach dessen Tod einer der Führer der Saint-Simonisten, trennte sich aber 1832 von ihnen, als ihm einige Ideen zu radikal wurden.

## Werk
In seiner Dissertation gab er die Rodrigues-Formel für Legendre-Polynome an (publiziert in Mémoire sur l'attraction des sphéroïdes.), 1835 von James Ivory und Carl Gustav Jacobi unabhängig wiederentdeckt (Charles Hermite und Heinrich Eduard Heine schrieben es wieder Rodrigues zu).
Bekannt ist er heute vor allem für eine Arbeit aus dem Jahr 1840 (Annales de Gergonne), in der er Drehungen im dreidimensionalen Raum mit Hilfe von Quaternionen darstellte, die später (1843) von William Rowan Hamilton wiederentdeckt wurden. Rodrigues assoziierte auch korrekt den halben Winkel mit Quaternionen-Drehungen (im Gegensatz zu Hamilton), entsprechend der Darstellung einer zweifachen Überlagerung der Drehgruppe. Er untersuchte auch infinitesimale Drehungen und nahm dabei Ergebnisse aus der Theorie der Lie-Gruppen vorweg. Die Rodrigues-Formel aus diesem Themenbereich ist mit seinem Namen verbunden.
Ein weiteres Resultat von Rodrigues zur Kombinatorik (eine erzeugende Funktion zur Zahl der Fehlstände bei Permutationen von {\displaystyle n} Objekten, Liouvilles Journal 1839) wurde durch Leonard Carlitz 1970 wiederentdeckt. Eine Rekursionsformel von Rodrigues für die Zerteilung eines Polygons in Dreiecke wurde von Eugen Netto in sein Lehrbuch der Kombinatorik aufgenommen.

## Name
Gelegentlich wird sein Name auch in der Literatur falsch zitiert. Élie Cartan beispielsweise zitierte ihn als die Autoren Olinde und Rodrigues. Olinde ist im Übrigen ein Vorname, den er als Kind bei der Einbürgerung der Juden in Frankreich als „französischen Vornamen“ annahm.